# Miersia myodes
Miersia myodes är en amaryllisväxtart som beskrevs av Carlo Luigi Giuseppe Bertero. Miersia myodes ingår i släktet Miersia och familjen amaryllisväxter. Inga underarter finns listade i Catalogue of Life.